# Союз Т-14
Союз Т-14 — радянський космічний корабель (КК) серії «Союз Т», типу Союз Т (7К-СТ). Серійний номер 20Л. Реєстраційні номери: NSSDC ID: 1985-081A; NORAD ID: 16051.
Здійснено дев'ятий пілотований політ до орбітальної станції Салют-7.
Політ припинено достроково у зв'язку з тривалою хворобою Васютіна.
Старт з п'ятим основним екіпажем орбітальної станції Салют-7 (ЕО-5): Васютін/Волков і екіпажем п'ятих відвідин: бортінженером Гречком; посадка з ЕО-5 і бортінженером ЕО-4, командиром ЕО-5: Савіних/Васютін/Волков.
Під час польоту корабля Союз Т-14: закінчився політ корабля Союз Т-13; відбулись польоти: шатлів: Атлантіс місії STS-51-J, Челенджер місії STS-61-A; почався політ ТКС-3 (транспортний корабель постачання) Космос-1686.

## Параметри польоту
- Маса корабля — 6850 кг
- Нахил орбіти — 51,6°
- Орбітальний період — 88,7 хвилини
- Перигей — 196 км
- Апогей — 223 км

## Екіпаж

### Стартовий
- Основний

Командир ЕО-5 Васютін Володимир Володимирович
Бортінженер ЕП-5 Гречко Георгій Михайлович
Космонавт-дослідник ЕО-5 Волков Олександр Олександрович
- Дублерний

Командир ЕО-5 Вікторенко Олександр Степанович
Бортінженер ЕП-5 Стрекалов Геннадій Михайлович
Космонавт-дослідник ЕО-5 Салєй Євген Володимирович
- Резервний

Командир ЕО-5 Соловйов Анатолій Якович
Бортінженер ЕП-5 Серебров Олександр Олександрович
Космонавт-дослідник ЕО-5 Москаленко Микола Тихонович

### Посадковий
Пояснення: у зв'язку з тривалою хворобою Васютіна під час польоту командиром експедиції до закінчення польоту призначили Савіних.
Командир ЕО-4,5 Савіних Віктор Петрович
Бортінженер ЕО-5 Васютін Володимир Володимирович
Космонавт-дослідник ЕО-5 Волков Олександр Олександрович

## Хронологія польоту
| Дата         | Час (UTC) | Подія | Схема                         |
| ------------ | --------- | --- | ----------------------------- |
| 1985 рік     |           | |                               |
| 17 вересня   | 12:38:52  | З космодрому Байконур ракетою-носієм Союз-У2 (11А511У2) запущено космічний корабель Союз Т-14 з екіпажем Васютін/Гречко/Волков.                                                                                            | Салют-7+Союз Т-13             |
| 18 вересня   | 14:15     | Стикування космічного корабля Союз Т-14 з екіпажем Васютін/Гречко/Волков до заднього стикувального порту комплексу Салют-7 — Союз Т-13. Екіпаж станції Салют-7 після стикування: Джанібеков/Савіних/Васютін/Гречко/Волков. | Союз Т-14+Салют-7+Союз Т-13   |
| 25 вересня   | 03:58     | Відстикування космічного корабля Союз Т-13 з екіпажем Джанібеков/Гречко від переднього стикувального порту комплексу Салют-7 — Союз Т-14. Екіпаж станції Салют-7 після відстикування: Савіних/Васютін/Волков.              | Союз Т-14+Салют-7             |
| 26 вересня   | 09:05?    | Гальмівний імпульс космічного корабля Союз Т-13 з екіпажем Джанібеков/Гречко. | Союз Т-14+Салют-7             |
| 26 вересня   | 09:51:58  | Посадка космічного корабля Союз Т-13 з екіпажем Джанібеков/Гречко. | Союз Т-14+Салют-7             |
| 27 вересня   | 08:41:42  | З космодрому Байконур ракетою-носієм Протон-К запущено ТКС-3 (транспортний корабель постачання) Космос-1686. | Союз Т-14+Салют-7             |
| 2 жовтня     | 10:16     | Стикування ТКС Космос-1686 до переднього стикувального порту комплексу Салют-7 — Союз Т-14. | Союз Т-14+Салют-7+Космос-1686 |
| 3 жовтня     | 15:15:30  | Старт шатла Атлантіс місії STS-51-J з екіпажем Бобко/Грейб/Хілмерс/Стюарт/Пайлс. | Союз Т-14+Салют-7+Космос-1686 |
| 7 жовтня     | 16:05?    | Гальмівний імпульс шатла Атлантіс місії STS-51-J з екіпажем Бобко/Грейб/Хілмерс/Стюарт/Пайлс. | Союз Т-14+Салют-7+Космос-1686 |
| 7 жовтня     | 17:01:13  | Посадка шатла Атлантіс місії STS-51-J з екіпажем Бобко/Грейб/Хілмерс/Стюарт/Пайлс. | Союз Т-14+Салют-7+Космос-1686 |
| 30 жовтня    | 17:00:00  | Старт шатла Челенджер місії STS-61-A з екіпажем Хартсфілд/Нійджел/Баклі/Блуфорд/Данбар/Фюррер/Мессершмід/Окелс. | Союз Т-14+Салют-7+Космос-1686 |
| 6 листопада  | 16:50?    | Гальмівний імпульс шатла місії STS-61-A з екіпажем Хартсфілд/Нійджел/Баклі/Блуфорд/Данбар/Фюррер/Мессершмід/Окелс. | Союз Т-14+Салют-7+Космос-1686 |
| 6 листопада  | 17:45:38  | Посадка шатла місії STS-61-A з екіпажем Хартсфілд/Нійджел/Баклі/Блуфорд/Данбар/Фюррер/Мессершмід/Окелс. | Союз Т-14+Салют-7+Космос-1686 |
| 21 листопада | 07:16     | Відстикування космічного корабля Союз Т-14 з екіпажем Савіних/Васютін/Волков заднього стикувального порту комплексу Салют-7 — Космос-1686. Станція знелюдніла.                                                             | Салют-7+Космос-1686           |
| 21 листопада | 09:45?    | Гальмівний імпульс космічного корабля Союз Т-14 з екіпажем Савіних/Васютін/Волков. | Салют-7+Космос-1686           |
| 21 листопада | 10:31:00  | Посадка космічного корабля Союз Т-14 з екіпажем Савіних/Васютін/Волков. | Салют-7+Космос-1686           |